# Mikael Hansen
Mikael Hansen er en dansk basketballspiller fra Team FOG Næstved. Den 2 meter høje centerspiller har spillet for Næstved i 16 år.

## Henvisning
1. ↑  Næstved Basketball (Webside ikke længere tilgængelig)

| Basketballspiller | Spire Denne biografi om en basketballspiller er en spire som bør udbygges. Du er velkommen til at hjælpe Wikipedia ved at udvide den. |